# Boddam (Aberdeenshire)
Pour l’article homonyme, voir Boddam.
Boddam est un village situé dans l'Aberdeenshire, en Écosse.